# Иисус от Монреал
„Иисус от Монреал“ (на френски: Jésus de Montréal) е канадско-френски филм от 1989 година, драма на режисьора от Квебек Дьони Аркан по негов собствен сценарий. Печели 6 канадски национални филмови награди, наградата на журито на филмовия фестивал в Кан, още 10 награди и 7 номинации, включително номинация за „Оскар“. „Ню Йорк Таймс“ нарича филма „умен, смел и красиво заснет“.
Главните роли се изпълняват от Лотер Блюто, Жоан Мари Трембле, Катрин Вилкенинг, Жил Пелетие.

## Сюжет
Даниел Кулон (Лотер Блюто), млад актьор от Монреал, е нает от католическа църква, за да постави модернизирана версия на ежегодно провежданото там театрално представяне на Страстите Христови. Кулон ангажира  четирима полубезработни актьори за тази добра кауза. Петимата създават спектакъл под формата на хепънинг, възкресяващ историята за изкачването на Исус на Голгота.
Неприкритата смелост на тълкуването на първоизточника веднага предизвиква критики от страна на местните духовници, които очакват педантично и илюстративно възпроизвеждане на Светото писание. Нещо повече, главният актьор постепенно започва да действа в живота като Този, когото играе в пиесата, а самата конфликтна ситуация започва все повече да наподобява известната библейска история за Юда Искариотски и Христос...
След категоричния отказ на Куломб да направи промени в пиесата епархията налага строга и незабавна забрана за нейните представления.
По време на представлението Даниел е обвинен в нарушаване на обществения ред от полицията точно на кръста, веднага след разпятието. Спонтанен бунт на публиката срещу тиранията на служителите на реда води до инцидент: Даниел е смазан от гигантска напречна част, която вече е престанала да играе ролята на декорация.
След неуспешна операция, завършила със смъртта на Даниел, неговите органи, годни за трансплантация, предоставени набързо от колегите му, се изпращат в различни болници, за да спасят живота на други страдащи.

## Награди и номинации
- 1989 – Награда на журито и Награда на икуменическото жури на филмовия фестивал в Кан.
- 1989 – Международна награда на критиците на филмовия фестивал в Торонто.[4]
- 1989 – участие в конкурсната програма на Чикагския филмов фестивал.
- 1990 – награда за най-добър режисьор на филмовия фестивал в Сиатъл.
- 1990 – номинация за „Оскар“ за най-добър чуждоезичен филм.
- 1990 – номинация за награда „Златен глобус“ за най-добър чуждоезичен филм.
- 1990 – 13 награди Genie:[4] най-добър филм, най-добър режисьор (Дени Аркан), най-добър оригинален сценарий (Дени Аркан), най-добър актьор (Лотар Блуто), най-добра поддържаща мъжка роля (Реми Жирар), най-добра операторска работа (Ги Дюфолт), най-добра музика (Ив Лафериер), най-добър постановъчен дизайн (Франсоа Сеген), най-добри костюми (Луиз Жобен), най-добър монтаж (Изабел Додю), най-добър звук, най-добър монтаж на звук, награда Golden Reel. Освен това филмът получава 4 номинации: за най-добра актриса (Катрин Уилкенинг), за най-добра актриса в поддържаща роля (Джоан-Мари Трембле и Полин Мартен), за най-добър актьор в поддържаща роля (Жил Пелетие).
- 1990 г. – включен в списъка на най-добрите чуждестранни филми на годината според Националния борд за преглед на САЩ.
- 1991 – номинация за BAFTA за най-добър филм, който не е на английски език.[4]